# 援助機構
援助機構'指的是向有需要的人提供援助或扶助的組織。著名且歷史悠久的援助機構有：馬爾他騎士團，成立於1099年，原名聖約翰耶路撒冷騎士團，在1822年的維羅納會議上得到承認，並自1834年以來將總部設於羅馬的馬爾他宮，有超過900年的慈善活動歷史，直到今日仍然繼續。國際紅十字會是世界上第二古老的援助機構。
援助可以分為兩個類別：一、人道援助，例如應對自然災害等緊急救援工作；二、發展援助（或稱外國援助），旨在幫助國家實現長期可持續的經濟增長，以實現貧困減少的目標。